# Ніжність

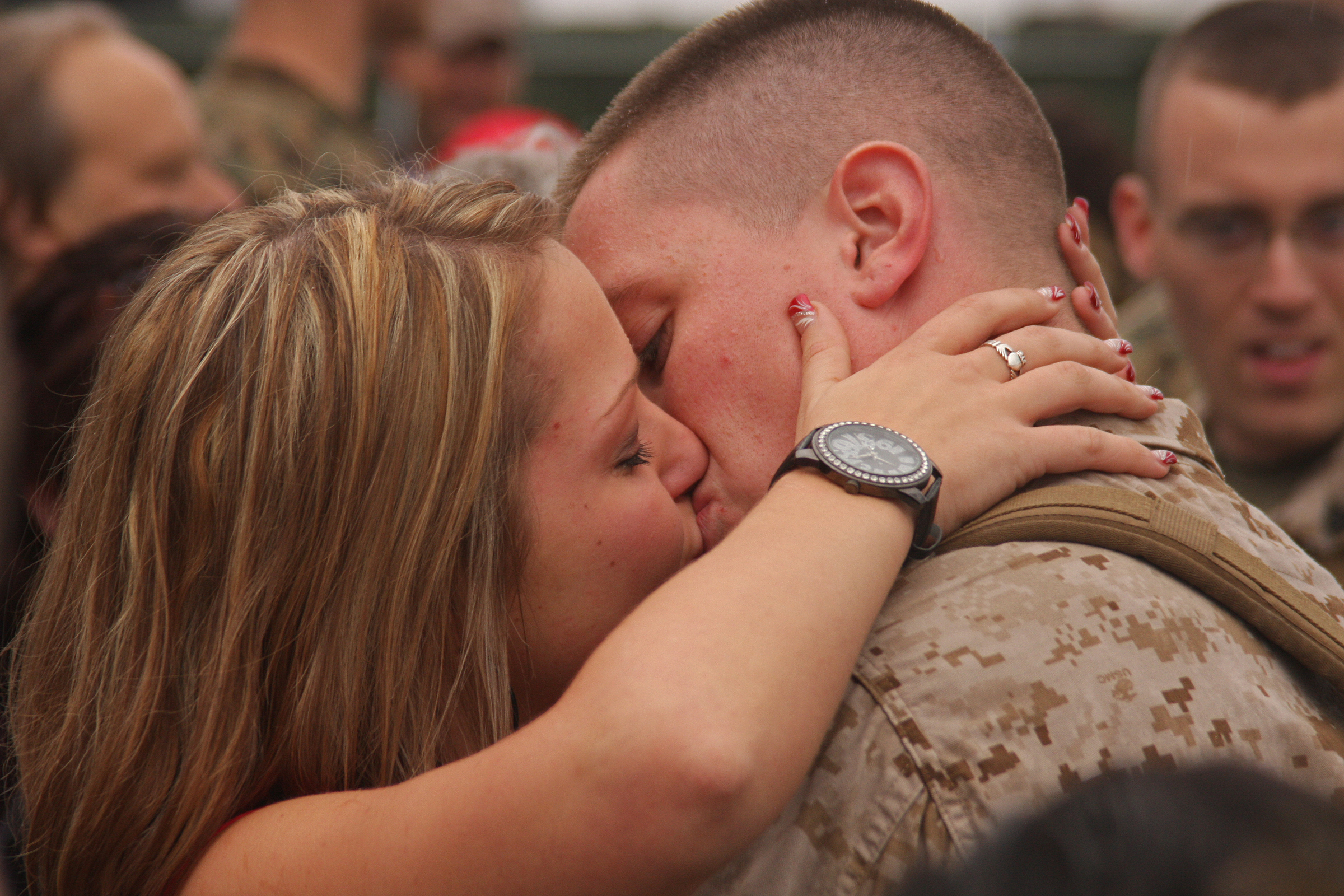
Проявом ніжності може слугувати поцілунок

Ні́жність, пестощі — ніжне, тепле, тендітне почуття; ласкавість, сердечність у ставленні до кого-небудь. Почуття ніжності, зазвичай, можуть відчувати стосовно один до одного мати і дитина, чоловік і жінка, рідні люди, друзі. Доволі інтимне почуття.